# Liste der National Historic Landmarks in Puerto Rico
Liste der National Historic Landmarks in Puerto Rico

## Auflistung
| [ 1 ] | Name                                        | Bild                         | Eintragsdatum                                    | Lage                                                      | Ort | Beschreibung                                                                                          |
| ----- | ------------------------------------------- | ---------------------------- | ------------------------------------------------ | --------------------------------------------------------- | --- | --- |
| 1     | SS Antonio López Shipwreck Site and Remains | SS ANTONIO LOPEZ Shipwreck   | 9. Dez. 1997 ID-Nr. 93001593                     | vor Dorado 18° 28′ 48″ N, 66° 13′ 50″ W                   |     | Stapellauf 1881, gesunken 1898, Tiefe: 520 m; zusätzlich im U.S. National Register of Historic Places |
| 2     | Caguana Site                                | weitere Bilder               | 4. Nov. 1993 ID-Nr. 92001671                     | Utuado 18° 17′ 48,8″ N, 66° 46′ 54,8″ W                   |     | |
| 3     | Caparra Archaeological Site                 | Ruins of Ponce de Leon House | 19. Apr. 1994 ID-Nr. 84003155                    | Guaynabo 18° 24′ 18″ N, 66° 6′ 51″ W                      |     | |
| 4     | Casa Dra. Concha Melendez Ramirez           | weitere Bilder               | 27. Feb. 2013 ID-Nr. 11000414                    | San Juan 18° 27′ 10,1″ N, 66° 4′ 3″ W                     |     | ehem. Domizil von Dra. Concha Meléndez Ramírez (Schriftsteller).                                      |
| 5     | La Fortaleza                                | weitere Bilder               | 9. Okt. 1960 ID-Nr. 66000951                     | San Juan 18° 27′ 50″ N, 66° 7′ 9″ W                       |     | zudem UNESCO-Welterbe                                                                                 |
| 6     | Old San Juan Historic District              | weitere Bilder               | 27. Feb. 2013 ID-Nr. 72001553 13000284, 72001553 | San Juan (viejo San Juan) 18° 26′ 44,2″ N, 66° 4′ 32,9″ W |     | ehem. spanische Kolonialstadt, Bausubstanz z. T. ca. 400 Jahre alt                                    |

## Quelle
- National Park Service: National Historic Landmarks Survey – Puerto Rico (PDF)